# 晏家坝站
晏家坝站是位于陕西省洋县磨子桥镇晏家坝村的一个铁路车站，邮政编码723308。车站建于1977年，有阳安铁路经过该站，现办理客货运业务，车站及其上下行区间均为电气化区段。车站距离阳平关站166公里，隶属西安铁路局，是四等站。上、下行分别与五堵门和洋县站为邻。此地偏遠不通汽车，到最近的五堵鎮需步行3个小时，职工借助两趟慢车跑通勤。

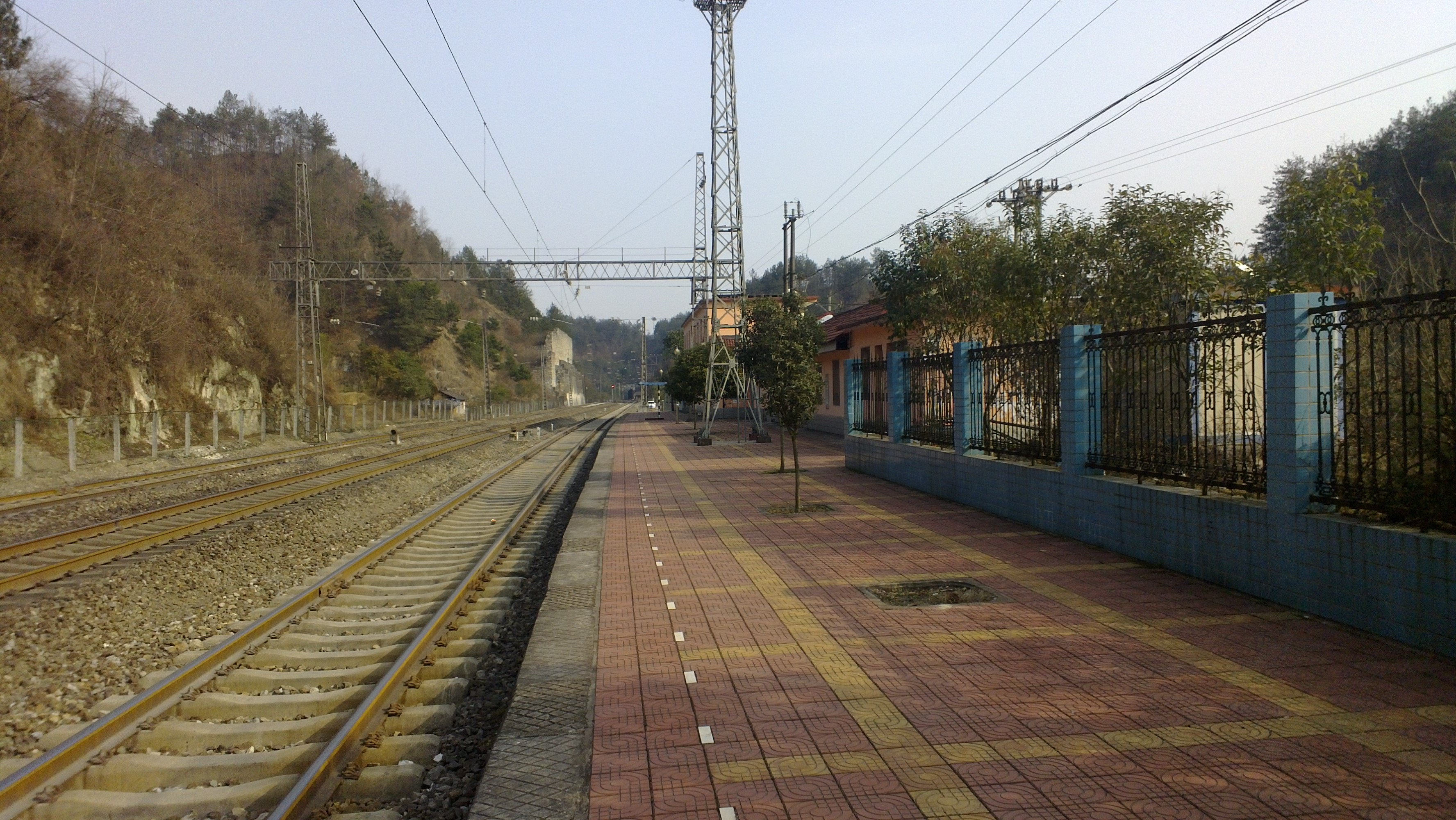
陽安鐵路（晏家壩站）2015年2月7日拍攝，天氣狀況為晴，鏡頭朝向為陽平關。

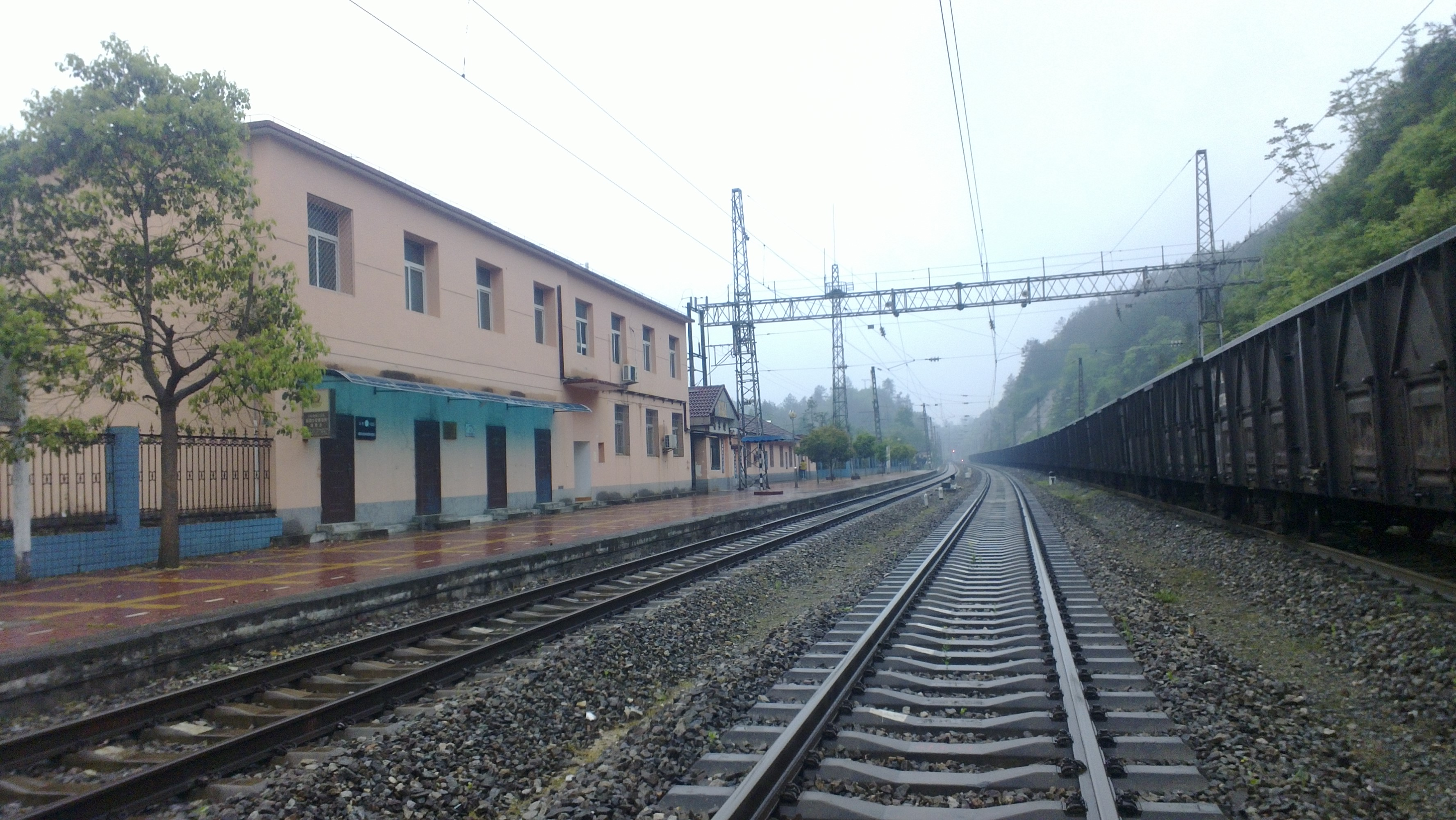
陽安鐵路（晏家壩站），2015年4月18日拍攝，天氣狀況為小雨，鏡頭朝向安康方向。